# Bartolomeo Colleoni lovas szobra
Bartolomeo Colleoni lovas szobra (olaszul: Monumento a Bartolomeo Colleoni vagy Bartolomeo da Bergamo) Velencében a Castello negyedben álló emlékmű.
A velencei dialektusban Campo San Zampolónak vagy Zanipolónak is nevezett Santi Giovanni e Paolo terén magasodik a Santi Giovanni e Paolo-bazilika (Basilica dei Santi Giovanni e Paolo) és a Scuola di San Marco között a téren, a templom sarkán. Bronzból készült, magassága 395 cm. Alkotója Andrea del Verrocchio, 1481 és 1488 között készült.

## Története
A Bergamóból származó Bartolomeo Colleoni zsoldos hadvezér (Solza, 1395-1400 között – Malpaga, 1475) élete bizonyos szakaszaiban a Velencei Köztársaság szolgálatában állt, majd egész vagyonát a városra hagyta azzal a feltétellel, hogy halála után a Szent Márk-székesegyház előtt emeljenek neki lovasszobrot. Ez a tisztelet azonban nem járt ki egyetlen léleknek sem Velencében. A Köztársaság így – egy kis rafinériával – a hasonló nevű Scuola San Marco elé állíttatta fel a hadvezér emlékművét.

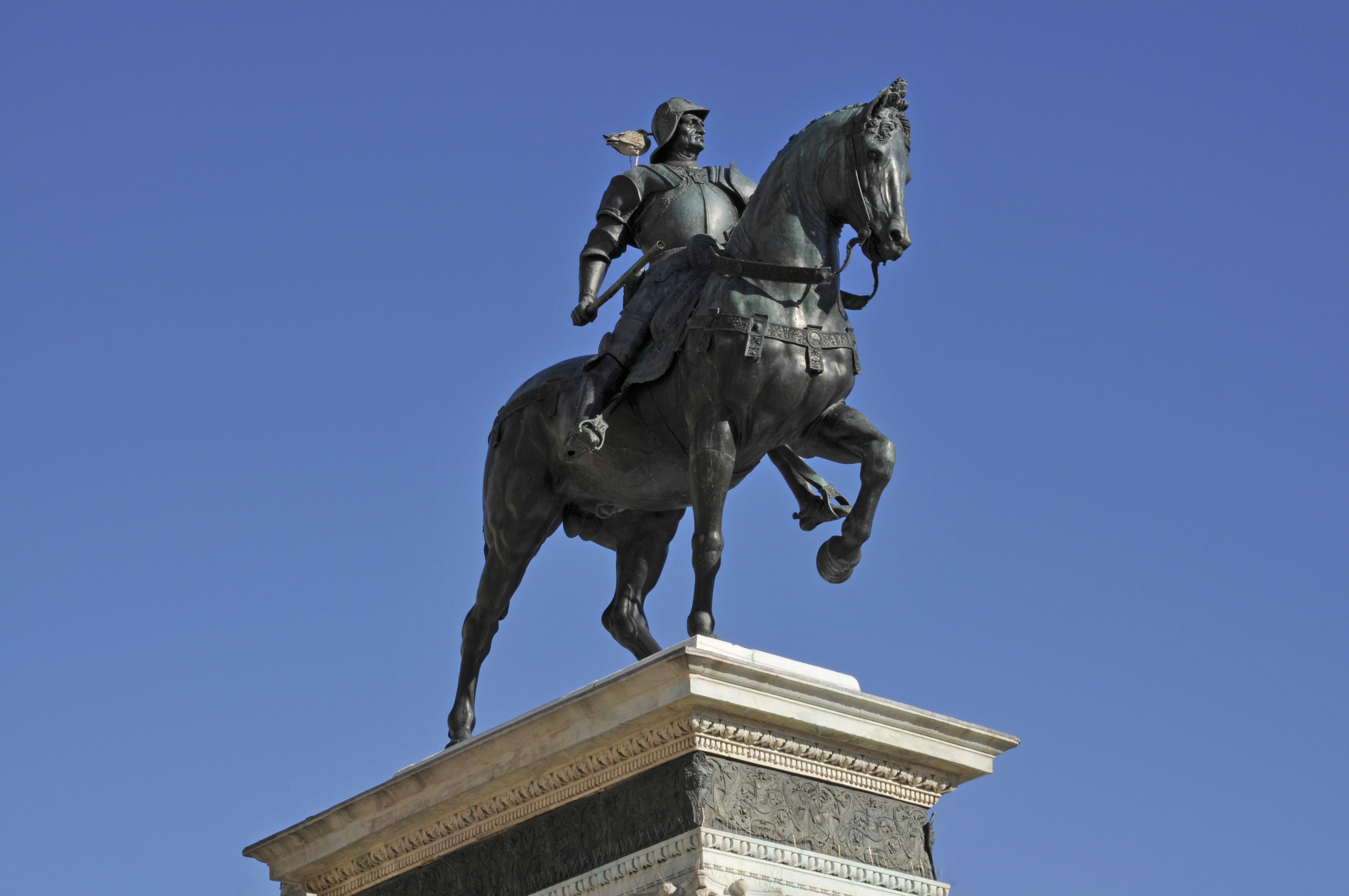
Andrea del Verrocchio: Bartolomeo Colleoni zsoldosvezér szobra

Mikor Verrocchiót meghívták Velencébe, hogy elkészítse a művet, a művész nekiállt először az alkotásról a mintát és magát az öntőformát megalkotni. Néhány nemesnek azonban inkább az volt az érdeke, hogy a szobrot egy másik művész, Vellano da Padova készítse el. Így úgy határozott a város, hogy Verocchio csupán a lovat formázza meg, míg a hadvezér alakja megmarad feladatul a másik szobrász számára. Amikor erről Andrea mester tudomást szerzett, a szobor már elkészült fejét s lábát levágta s sértődötten elutazott Velencéből. A Köztársaság számára ez a cselekedet elítélendőnek bizonyult, s azt az üzenetet küldték a művésznek, hogy soha vissza ne merjen térni a városba fejvesztés terhe mellett. Verrocchio azzal az üzenettel válaszolt, hogy a Signoria nem fogja tudni pótolni az ő levágott fejét, azonban ő maga tudja a szoborét. Így végül Velence dupla összeget ajánlott számára a szobor felállításáért.
Verrocchiónak volt még ideje kiönteni a mesterművet és pótolni a levágott fejet és lábat, azonban közvetlenül ezután elhunyt. A művet aztán 1496-ban Alessandro Leopardi fejezte be és állította fel talapzatára.
Colleoni lovas szobra Gattamelata padovai és Marcus Aurelius római lovas szobra mellett talán a leghíresebb lovas emlékmű.